# Helina brachytophalla
Helina brachytophalla este o specie de muște din genul Helina, familia Muscidae, descrisă de Feng în anul 2004. Conform Catalogue of Life specia Helina brachytophalla nu are subspecii cunoscute.